# 高志の国文学館
高志の国 文学館（こしのくにぶんがくかん、KOSHINOKUNI Museum of Literature）は、富山県富山市舟橋南町にある富山県立の博物館（文学館）である。
2012年（平成24年）7月6日に開館した。

## 概要
松川沿いにある旧富山県知事公館の建物や緑豊かな庭園を活用しており、研修施設とレストランが設置されたほか、隣接地に展示部門を配置している。
2008年（平成20年）6月に「ふるさと文学魅力推進検討委員会」が設置され、2011年（平成23年）7月に建設工事が着工した。使用されなくなった知事公館を改修するとともに、隣接して建物を増築したうえで開館した。増築部建物の外観には富山県の主要産業であるアルミのパネルを使用しているが、15種類の木々の葉の模様があしらわれており、1枚として同じパネルはない。施設名である「高志」は、奈良時代における北陸地方の古名で、この時代から富山県の文学が始まっていることから名付けられている。
初代館長には富山県出身の辺見じゅん（作家）が就任する予定であったが、同年9月に死去。これに伴い、中西進（国文学者、奈良県立万葉文化館館長）が館長に就任した。2023年4月に女優の室井滋が新館長に就任した。
館内には富山県出身またはゆかりのある作家、富山県が舞台となった作品、それら作家の愛用品、美術品などが展示されている。開館当初は約4万点、その後2015年には約6万点となり、2020年には約7万3千点を有している。館内は「ふるさと文学の蔵」といわれる常設展示室、企画展示室を「ふるさと文学の回廊」でむすび、蔵（常設展示室）や回廊には、越中の国司で万葉歌人の大伴家持、富山県出身またゆかりの作家である堀田善衛、源氏鶏太、辺見じゅん、宮本輝、新田次郎などのほか、藤子・F・不二雄、藤子不二雄Aといった漫画家などの経歴や作品の紹介、執筆原稿や執筆道具などが展示されている。
一番大きな展示室「ふるさと文学の蔵 1」には長さ13.7m、高さ5mの大書架があり、富山県ゆかりの書籍、漫画などが展示されている（閲覧不可）。ライブラリーコーナーでは一部書籍、漫画などが閲覧できる。
2013年（平成25年）には第45回中部建築賞および第44回富山県建築賞優秀賞を受賞し、2016年（平成28年）には日本建設業連合会の第57回BCS賞を受賞している。
レストランは、開館当初より落合務がオーナーシェフを務める「ラ・ベットラ・ダ・オチアイ」直営店が出店していたが、落合務が多忙で富山店に顔を出すことがむずかしく、料理の品質保持が難しいため、2018年（平成30年）3月末で撤退し、2018年（平成30年）5月16日より「Brasserie et Salon de Thé　Chez Yoshi（ブラッスリー・エ・サロン・ド・テ・シェ・ヨシ）」が出店した。

## 施設概要
- 建築主 - 富山県[12]
- 設計 - 建築：シーラカンスアンドアソシエイツ[12]、展示：乃村工藝社
- 施工
  - 展示棟 - 日本海建興･三由建設･ミヅホ建設JV[12]
  - 旧知事公館 - 酒井建設[12]
- 竣工 - 2012年（平成24年）7月6日（開館日）
- 構造 - 鉄筋コンクリート造一部鉄骨造（地上2階）[1]
- 建築面積 - 2,771.99m2[12]
- 延床面積 - 3,070m2[1]

## 施設
1階
- エントランス、受付
- 常設展示室[4]
  - ふるさと文学の蔵（3室）[5]、ふるさと文学の回廊、特別コレクション室
- 企画展示の蔵（企画展示室）[4][5]
  - ここでは様々な企画展が開催される[15][16][17]。
- 親子スペース[5][18]
- ライブラリーコーナー[19]
- 研修室 3室
- ミュージアムショップ
- レストラン「Brasserie et Salon de Thé Chez Yoshi」（ブラッスリー・エ・サロン・ド・テ・シェ・ヨシ）
  - 2018年（平成30年）3月末まで「ラ・ベットラ・ダ・オチアイ富山」。
- 庭園「万葉の庭」 - 庭師・作庭家、小形研三設計・造園の旧知事公館の庭を再整備した。

2階
- 研修室 2室、和室 1室

## 休館日・開館時間
- 休館日
  - 火曜日（祝日は開館、その場合翌日が休館）[5]
  - 年末年始（12月29日 - 1月3日）
- 開館時間
  - 9時30分から18時。

## アクセス
- 富山地方鉄道 富山軌道線

県庁前停留場下車、徒歩5分。
- コミュニティバス まいどはや

富山中部高校前バス停下車、徒歩2分。
- 市内周遊ぐるっとBUS（2021年6月28日より運休中）[20]

北西回りルート 高志の国文学館バス停下車すぐ。